# 白菊木属
白菊木属（学名：Leucomeris）是菊科下的一个属，为灌木或小乔木植物。该属共有2种，分布于尼泊尔和缅甸。